# 江苏省立医学专门学校
江苏省立医学专门学校，后更名为江苏公立医学专门学校，是1912年在苏州创办的一所公立现代医学校。是当时全国首批开办的五所现代医学校之一。1913年11月13日，该校进行了中国历史上第一次公开的尸体解剖。1925年，江苏公立医学专门学校升格为公立江苏医科大学。1927年，国民政府颁布“大学区制”，明令将江苏医科大学等9所公立学校合并组建为国立第四中山大学。江苏医科大学成为国立第四中山大学医学院。

## 历史

### 江苏省立医学专门学校
1912年，北京、江苏等地相继创办医学专门学校。江苏省立医学专门学校（后更名为江苏公立医学专门学校）1912年11月筹建，校舍在沧浪亭高等学堂旧址，校址苏州。
1913年1月开学。
1913年11月13日，该校进行了中国历史上第一次公开的尸体解剖。邀请地方军政官员、社会人士及中外籍医生参加，引起轰动，成为中国解剖学史上的里程碑。
1915年获得教育部备案。
学校的学制为预科一年，本科四年。预科以“提高学生程度”为主，本科第一、二年教授基础学科，如解剖、生理、医化、病理、微生物等，第三年起教授临床医学。按照当时的教育部的规定，开设的第一外语为德语，第二外语为日语，教师中以留学德国或日本的居多，还有是德国或日本籍的教师。蔡文淼奉江苏都督委任为第一任校长。学校设有各类实验室，仪器是当时国内一流的，显微镜就有20架。

#### 附属医院
1915年创办学校附属医院“江苏省立医院”（亦称江苏省公立医学专门学校附属医院）在燕家巷苏州学务公所（旧提学司署）。因附属医院房屋拥挤，病人众多，1919年学校和附属医院迁往阊门外留园路新址。医院设有内、外、儿、妇、五官等科，病床位达200张，还有X光机等先进的仪器。。

### 江苏医科大学
1925年，江苏公立医学专门学校升格为公立江苏医科大学。

## 接收合并
1927年6月9日，国民政府教育行政委员会颁布“大学区制”，将原国立东南大学、河海工程大学、江苏法政大学、江苏医科大学、上海商科大学以及南京工业专门学校、苏州工业专门学校、上海商业专门学校、南京农业学校等江苏境内专科以上的9所公立学校合并，组建为国立第四中山大学。江苏医科大学成为国立第四中山大学医学院。这也是中国创办的第一所国立大学医学院。江苏省立医院停办。
国立第四中山大学函请颜福庆、乐文照、牛惠生、高镜朗前往接收江苏医科大学，改组为国立第四中山大学医学院（即今复旦大学上海医学院），并指定吴淞前国立政治大学校址为医学院院址。接收了江苏医科大学的校舍、器械设备、档案、图书资料等，在此物质基础上，颜福庆、乐文照、高镜朗等上医创始人开始筹建医学院。
对江苏医大学生则按下列原则办理：（1）照原校规定课程，一年内可修完者，准其修习未了课程，以原校名义给予毕业证书；不愿毕业者，可以学习四中大所规定的课程，听候改编。（2）医科大学原有本科学生归并同济大学，预科学生并入四中大。至于东大特别生及其他附读生，则补行入学考试，及格者与合并各校旧生享受同等待遇。而预科（四中大学生分本科生和预科生两类）入学资格以新制中学毕业生为标准，但旧制中学毕业生也可参加预科招生考试。